# Alberto Benito Castañeda
Alberto Benito Castañeda (Madrid, 17 de maig de 1972) és un futbolista retirat que jugava com a migcampista. Va ser internacional sub-20 amb la selecció espanyola.

## Trajectòria
Format al planter del Reial Madrid, després del seu pas pels juvenils blancs va recalar en el Pegaso Tres Cantos, de Tercera Divisió. A l'any següent, la 92/93, s'incorpora al filial del València CF. La temporada 93/94 combina la seua actuació entre el Mestalla i el primer equip, jugant cinc partits a la màxima categoria.
L'estiu de 1994 deixa el País Valencià i marxa a les files del CD Toledo, de Segona Divisió. Estarà cinc anys a Castella-La Manxa, sent titular en la seua majoria. La campanya 98/99 la comença al Toledo, però jugats sis partits, marxa al Cadis CF. En l'equip andalús jugaria fins a la seua retirada el 2002.

## Clubs
- 1990-91 Reial Madrid Juvenil
- 1991-92 CD Pegaso
- 1992-94 València B (2aB) 25/9
- 1993-94 València CF (1a) 5/0
- 1994-99 CD Toledo (2a) 117/14
- 1998-02 Cadis CF (2aB) 84/6

Després de la seua retirada, va continuar en el món del futbol com a secretari tècnic del Cadis CF, fins a la temporada 07/08, en la qual va ostentar la direcció esportiva de la UD Almeria.
També s'ha de destacar que té un hereu, el seu fill Pedro Benito, futbolista de l'Albacete BP que també va debutar amb el Cadis.